# Distrito regional del Gran Vancouver
Este artículo trata de la entidad que gobierna la región del Distrito regional del Gran Vancouver, en Columbia Británica. Para la región metrolopitana de Vancouver, ver Gran Vancouver.
Metro Vancouver (Metro Vancouver Regional District) es la subdivisión política (distrito regional) y entidad administrativa que representa el Área Metropolitana de Vancouver, en la provincia de Columbia Británica, Canada. Su sede está ubicada en Burnaby.

## Características generales

### Geografía
Metro Vancouver comprende el extemo occidental de Lower Mainland, al suroeste de Columbia Británica.
La superficie total del distrito regional es de 2 878.52 km².

### Demografía
De acuerdo con el censo de 2021, tiene una población de 2 642 825 habitantes, casi la mitad de la población de toda la provincia. Estadísticas Canadá, estima una población de 2 950 509 habitantes en 2023.

## Integración territorial
21 municipios y 1 área incorporada forman parte de Metro Vancouver.

### Municipios
- Villa de Anmore - Pop. 1,344 (2001)
- Villa de Belcarra - Pop. 682 (2001)
- Municipalidad de Bowen Island - Pop. 2,957(2001)
- Ciudad de Burnaby - Pop. 193,954 (2001)
- Ciudad de Coquitlam - Pop. 112,890 (2001)
- Distrito Municipal de Delta - Pop. 96,950 (2001)
- Ciudad de Langley Pop. 23,643 (2001)
- Distrito Municipal de Langley - Pop. 86,896 (2001)
- Villa de Lions Bay - Pop. 1,379 (2001)
- Distrito Municipal de Maple Ridge - Pop. 63,169 (2001)
- Ciudad de New Westminster - Pop. 54,656 (2001)
- Ciudad de North Vancouver - Pop. 44,303 (2001)
- Distrito Municipal de North Vancouver - Pop. 82,310 (2001)
- Distrito Municipal de Pitt Meadows - Pop. 14,670 (2001)
- Ciudad de Port Coquitlam - Pop. 51,257 (2001)
- Ciudad de Port Moody - Pop. 23,816 (2001)
- Ciudad de Richmond - Pop. 164,345 (2001)
- Ciudad de Surrey - Pop. 347,825 (2001)
- Ciudad de Vancouver - Pop. 545,671 (2001)
- Distrito Municipal de West Vancouver - Pop. 41,421 (2001)
- Ciudad de White Rock - Pop. 18,250 (2001)

### Área electoral incorporada
- Distrito Electoral Greater Vancouver A, el cual comprende la Universidad de Columbia Británica, la University Endowment Lands y Isla Barnston en el Río Fraser.

La población del Distrito Electoral A es de 8,034 (2001).

### Reservas indígenas
También, cuenta con 17 reservas indígenas, distribuidas en el área geográfica del Distrito Regional, sujetas a gobierno de las municipalidades, con una población de 6,543 residentes en 2001.
Éstas son:
- Barnston Island 3
- Burrard Inlet 3
- Capilano 5
- Coquitlam 1
- Coquitlam 2
- Katzie 1
- Katzie 2
- Langley 5
- Matsqui 4
- McMillan Island 6
- Mission 1
- Musqueam 2
- Musqueam 4
- Semiahmoo
- Seymour Creek 2
- Tsawwassen
- Whonnock 1

## Rol administrativo
La función principal del Metro Vancouver es la administración de los recursos y el desarrollo de servicios para proveerlos al Área Metropolitana de Vancouver. Entre estos, la planeación regional, el agua, el drenaje, vivienda, transporte, calidad del aire y parques.

## Origen étnico
- Europeos: 1.200.010 o 63.5%
- Chinos: 332.560 o 17.6%
- Otros Asiáticos: 161.145 u 8.5%
- Filipinos: 54.280 o 2.8%
- Grupos étnicos mezclados: 44.680 o 2.3%

(Statistics Canada)

### Estatus de las minorías visibles
Más de 1/3 (36.9%) de los residentes del Metro Vancouver, pertenecen a minorías de acuerdo con el censo de 2001.
Las minorías más considerables son:
- Chinos: 17.4%
- Sudasiáticos: 8.4%
- Filipinos: 2.9%
- Iraníes: 1.1%
- Latinoamericanos: 1.0%
- Negros: 0.9%
- Mezclas: 0.6%

Los aborígenes, suman el 1.9% de la población del Metro Vancouver.